# Прицепной вагон
Прицепно́й ваго́н — безмоторный (без тягового двигателя) вагон, эксплуатируемый в составе моторвагонного подвижного состава (МВПС) или трамвая. В отличие от обычных вагонов, прицепные вагоны могут эксплуатироваться только совместно с моторными, для чего имеют соответствующую аппаратуру, а по торцам кузова установлены электрические разъёмы для соединения цепей управления. Однако в разговорной речи прицепными вагонами могут называть и обычные (чаще имеются в виду пассажирские), которые прицепляются к дальним поездам в пути следования, далее в статье описываются только прицепные вагоны, эксплуатируемые в составе МВПС.
Прицепные вагоны могут быть головными (Пг; электросекции С, электропоезд ЭР200), для чего оборудуются кабиной управления, либо промежуточными (П; электропоезда ЭР10, ЭР22, а также линий TGV), а также их сочетанием (электропоезда ЭР1, ЭТ2, ЭД9).
Из-за отсутствия тягового привода, прицепные вагоны имеют значительно меньший вес, нежели моторные (на ЭР2 моторный вагон весит 54 т, прицепной — 38-41 т), поэтому на них часто переносят часть электрооборудования, с целью разгрузить моторные вагоны, хотя это и лишает последние автономности, то есть возможности эксплуатации без прицепных вагонов. Так на ЭР1 и ЭР2 на прицепных вагонах находятся динамотор, мотор-компрессор и аккумуляторная батарея, а вот на ЭР10 и ЭР22 (кроме ЭР22м) практически всё основное электрооборудование перенесено на моторные вагоны. Помимо этого, отсутствие на прицепных вагонах тягового привода и соответствующей аппаратуры делает их более дешёвыми, нежели моторные, но наличие в моторвагонном подвижном составе высокого удельного количества прицепных вагонов ограничивает удельную мощность поезда и как следствие — пусковое ускорение. Поэтому на пригородных электропоездах число прицепных вагонов на 1 моторный вагон сократилось с 2 до 1.
В поездах метрополитена также поначалу эксплуатировались и прицепные вагоны, как, например, на вагонах типа А и Б. Но необходимость повышения удельных мощностей привела к необходимости отказа от прицепных вагонов, в СССР это было сделано с типа Г. В последнее время (с 2005 года) появилась тенденция к возобновлению применения на метрополитене прицепных вагонов (это вагоны моделей 81-555.3 «Казань», 81-558 (.1, .2) «НеВа», 81-767 (.2, .3, .4) «Москва» (также есть модификация «.5» в Ташкентском метрополитене), «Ока» 81-763А, 81-724 «Юбилейный», 81-727.1 «Балтиец»), так как это позволяет снизить стоимость электропоездов, при этом высокая удельная мощность составов в целом сохраняется за счёт более мощных тяговых электродвигателей.